# Cephalocroton
Cephalocroton é um género botânico pertencente à família Euphorbiaceae.
As espécies deste gênero são nativos da África, Socotorá, Madagascar,  Comores e Sri Lanka.
Árvore morta de algumas espécies pode ser usada como pesticida fumigante.

## Espécies
Formado por 17 espécies:
| - Cephalocroton albicans - Cephalocroton cordifolius - Cephalocroton cordofanus - Cephalocroton depauperatus - Cephalocroton discolor - Cephalocroton incanus - Cephalocroton indicus - Cephalocroton leucocephalus - Cephalocroton mollis | - Cephalocroton nudus - Cephalocroton orientalis - Cephalocroton polygynus - Cephalocroton pueschelii - Cephalocroton scabridus - Cephalocroton socotranus - Cephalocroton velutinus - Cephalocroton zeylanicus |

## Nome e referências
Cephalocroton Hochst.